# Bjørn Holter
Bjørn Holter (Elverum, 14 maggio 1973) è un giocatore di calcio a 5 e calciatore norvegese, difensore del Solør.

## Carriera
Holter ha cominciato a giocare per il Solør a partire dal 18 ottobre 2002. Dalla stagione 2008-2009, la squadra ha iniziato a militare nella Futsal Eliteserie, campionato riconosciuto dalla Norges Fotballforbund. Il Solør ha militato nella massima divisione fino al termine dell'annata 2013-2014. Holter è rimasto in squadra anche a seguito della retrocessione.
Attivo anche nel calcio, ha vestito le maglie di Braskereidfoss, Vaaler, Flisa e Grüner, nelle serie minori del campionato norvegese.